# Ferdinand Werner (Verleger)

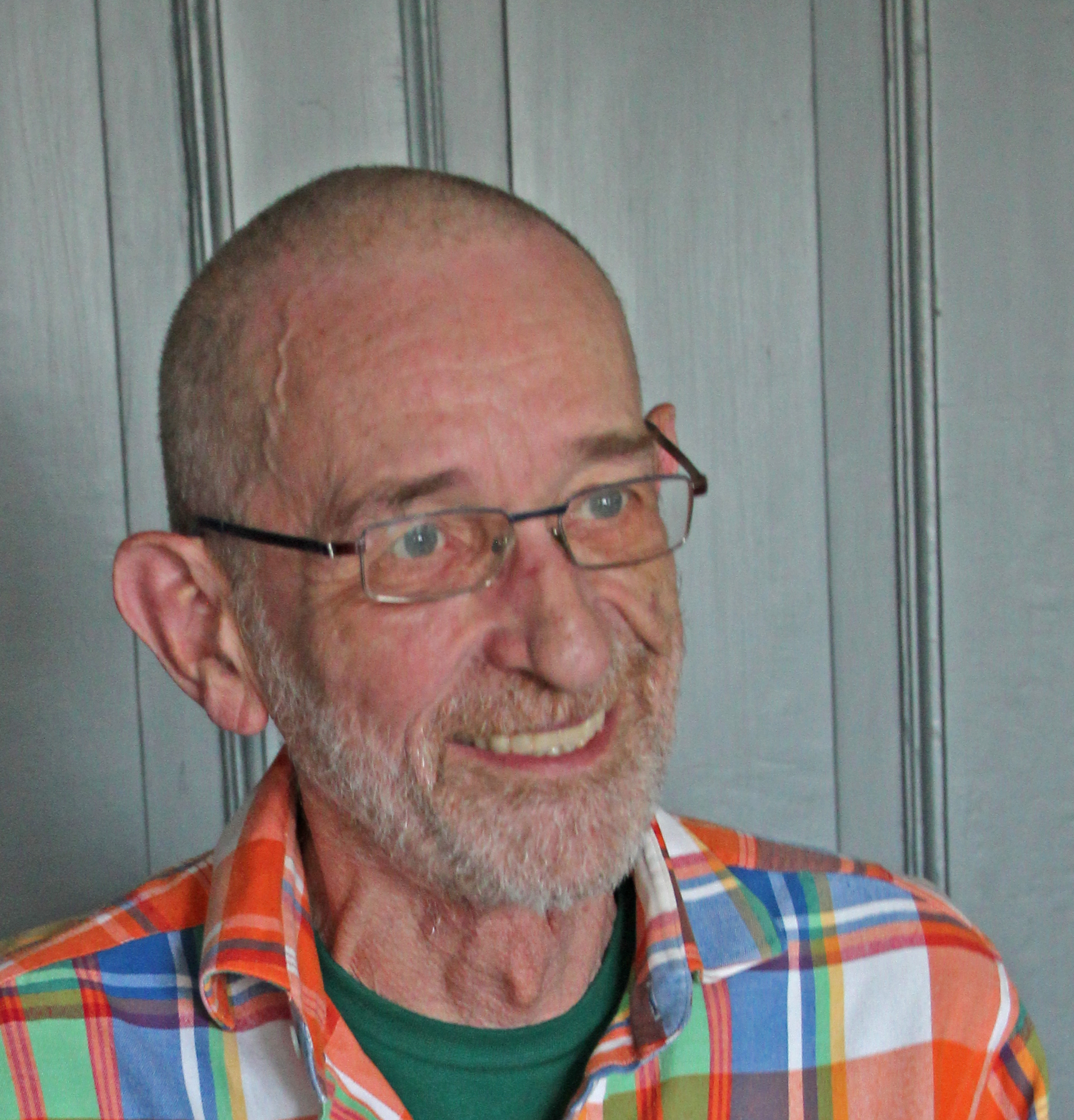
Ferdinand Werner (2017)

Ferdinand Werner (* 11. Juni 1950 in Worms) ist ein deutscher Kunsthistoriker, Fachautor und Verleger.

## Leben
Ferdinand Werner stammt aus einer Mainzer Druckerfamilie und studierte seit dem Wintersemester 1968/69 an der Johannes Gutenberg-Universität Mainz Kunstgeschichte und klassische Archäologie, später noch ergänzt um christliche Archäologie. 1971 wechselte er an die Universität Heidelberg. Dort wurde er 1975 mit der Arbeit Aulnay de Saintonge und die romanische Skulptur in Westfrankreich bei Hans Belting zum Dr. phil. promoviert.
Von 1976 bis 1980 war Werner Mitarbeiter des Corpus Vitrearum Medii Aevi in Stuttgart und bearbeitete dort den Band „Schwaben II“. Zugleich nahm er einen Lehrauftrag an der Universität Tübingen wahr.
1978 gründete er gemeinsam mit Claus Reisinger die Wernersche Verlagsgesellschaft, einen Fachverlag, der Fachzeitschriften, Sachbücher und Ausstellungskataloge zu den Themenschwerpunkten Architektur, Kunstgeschichte und Gartenbaukunst herausgibt. 1982 zog der Verlag nach Worms.
2015 wurde Werner mit seinem umfangreichen Werk Der lange Weg zum Neuen Bauen an der Fakultät für Architektur der Technischen Universität Karlsruhe, habilitiert und ist seitdem dort auch Privatdozent.

## Ehrungen

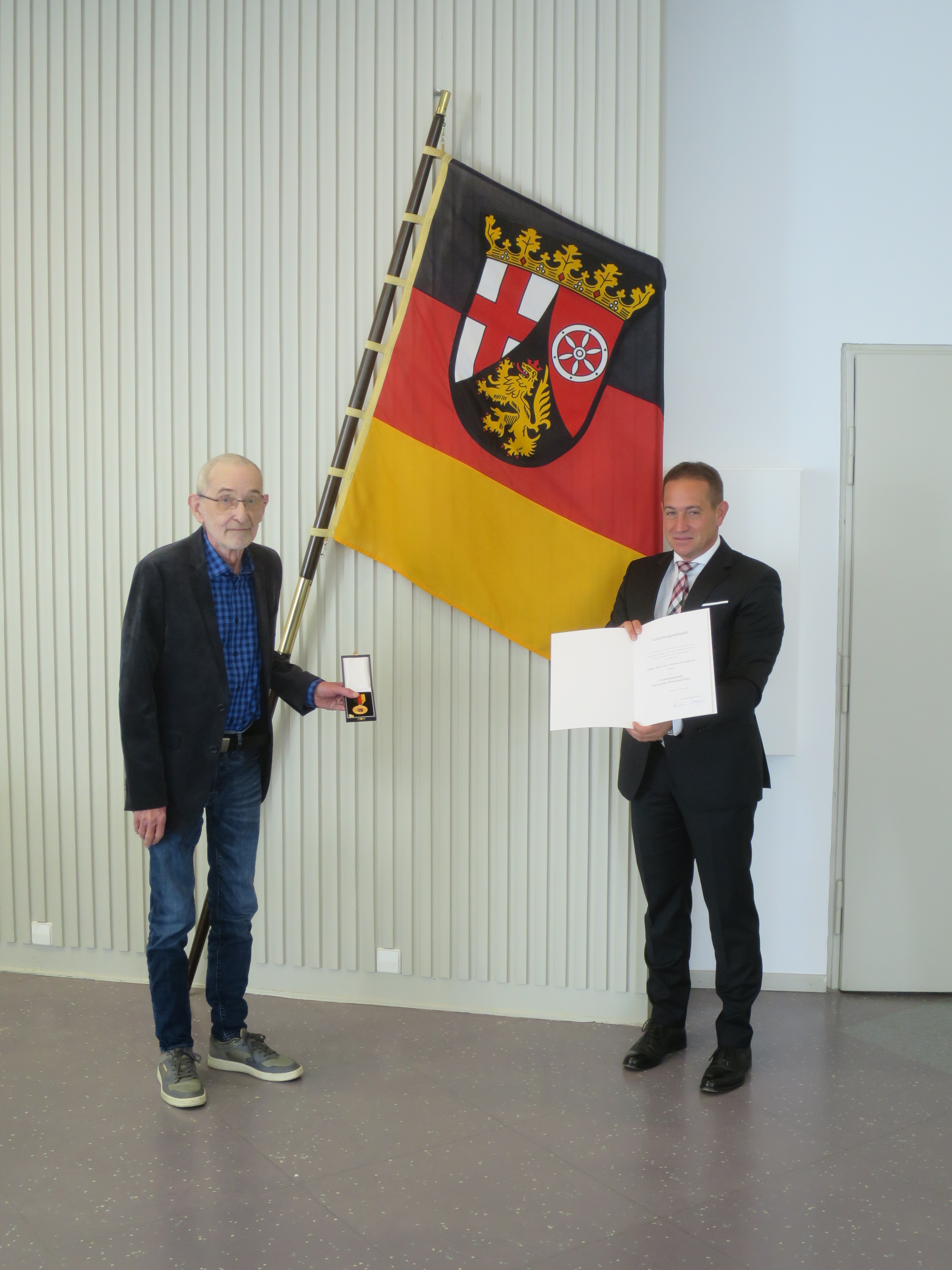
Ferdinand Werner bei der Verleihung der Verdienstmedaille des Landes Rheinland-Pfalz durch den Präsidenten der Struktur- und Genehmigungsdirektion Süd, Hannes Kopf, 2021

- 2021 Verdienstmedaille des Landes Rheinland-Pfalz[4]

## Schriften

### Monografien
nach Erscheinungsjahr geordnet 
- Aulnay de Saintonge und die romanische Skulptur in Westfrankreich. Wernersche Verlagsgesellschaft, Worms 1979, ISBN 3-88462-000-2 (zugleich Dissertation Universität Heidelberg 1975).
- Vorarbeiten zu Rüdiger Becksmann: Die Mittelalterlichen Glasmalereien in Schwaben von 1350 bis 1530. Deutscher Verlag für Kunstwissenschaft, Berlin 1986. ISBN 3-87157-089-3[5]
- Die Alhambra zu Granada (unter dem Pseudonym: Jules Grécy). 1. Auflage: Wernersche Verlagsgesellschaft, Worms 1990. ISBN 3-88462-064-9 (weitere Auflagen)
- Der Hofgarten in Veitshöchheim. Wernersche Verlagsgesellschaft, Worms 1998, ISBN 3-88462-145-9
- Die kurfürstliche Residenz zu Mannheim (= Beiträge zur Mannheimer Architektur- und Baugeschichte, Band 4). Wernersche Verlagsgesellschaft, Worms 2006, ISBN 978-3-88462-235-3
- Mannheimer Villen. Architektur und Wohnkultur in den Quadraten und der Oststadt. Mit Beiträgen von Andreas Schenk und Tobias Möllmer (= Beiträge zur Mannheimer Architektur- und Baugeschichte, Band 6). Wernersche Verlagsgesellschaft, Worms 2009. ISBN 978-3-88462-289-6
- Von Wohnhäusern, Landsitzen und Villen. In: Ders. u. Gerold Bönnen: Die Wormser Industriellenfamilie von Heyl. Öffentliches und privates Wirken zwischen Bürgertum und Adel. Wernersche Verlagsgesellschaft, Worms 2010. ISBN 978-3-88462-304-6, S. 187–312.
- Arbeitersiedlungen. Arbeiterhäuser im Rhein-Neckar-Raum (= Beiträge zur Mannheimer Architektur- und Baugeschichte 8). Mit Beiträgen von Gerold Bönnen und Ulrich Nieß. Wernersche Verlagsgesellschaft, Worms 2012. ISBN 978-3-88462-330-5
- Der lange Weg zum Neuen Bauen. Wernersche Verlagsgesellschaft, Worms 2016. ISBN 978-3-88462-372-5[Anm. 1]
  - Band 1: Beton – 43 Männer erfinden die Zukunft.
  - Band 2: Zement & Kunststein – Der Siegeszug der Phantasie.
- zusammen mit Margit Rinker-Olbrisch: Bürgerliches Bauen in Worms 1840–1930. Wernersche Verlagsgesellschaft, Worms 2023. ISBN 978-3-88462-415-9[Anm. 2]

### Aufsätze (Auswahl)
nach Erscheinungszeitpunkt geordnet 
- Der Schloßgarten in Leutershausen. In: Die Gartenkunst 2 (2/1990), S. 248–257.
- Der dalbergische Lustgarten und Sckells Englische Anlage in Herrnsheim bei Worms. In: Die Gartenkunst 5 (1/1993), S. 159–192.
- Der Garten der kurfürstlichen Sommerresidenz Schwetzingen. In: Lebenslust und Frömmigkeit. Kurfürst Karl Theodor (1724–1799) zwischen Barock und Aufklärung. Handbuch zur Ausstellung. Regensburg 1999, S. 63–72.
- Der Schloßgarten in Mannheim – Eine Zeitreise. In: Die Gartenkunst 16 (1/2004), S. 1–48.
- Eine vergessene Residenz – Balthasar Neumann, Jakob Michael Küchel und der Wormser Bischofshof. In: Sprachen der Kunst. Festschrift für Klaus Güthlein zum 65. Geburtstag. Worms 2007, S. 127–139.
- Wilhelm Manchot und die Villa Enzinger in Worms. In: INSITU. Zeitschrift für Architekturgeschichte 1 (2/2009), S. 41–64.
- Gabriel von Seidl und die Villa Rotanda. In: INSITU. Zeitschrift für Architekturgeschichte 2 (2/2010), S. 231–242.
- Das Lutherdenkmal und die Wormser Ringanlagen. In: Der Wormsgau 28/2011, S. 119–162; in erweiterter Fassung unter dem Titel: Das Lutherdenkmal und die Wormser Grünanlagen. In: Die Gartenkunst 24 (2/2012), S. 223–259.
- Carl Reuther und die Kunst, Arbeiterhäuser unsichtbar zu machen. In: INSITU. Zeitschrift für Architekturgeschichte 5 (1/2013), S. 89–100.
- Charles Bittel, Cornelius Wilhelm von Heyl und Heinrich Metzendorf. Bauten und Projekte für Worms. In: Der Wormsgau 30/2013, S. 237–275.
- Der Heylshofpark in Worms. Vom Villengarten zum Stadtgrün. In: Der Wormsgau 31 (2014/2015), S. 119–156.
- François Martin Lebrun und das erste Haus aus Beton. In: INSITU. Zeitschrift für Architekturgeschichte 8 (1/2016), S. 75–88.
- mit Reinhard Dietrich: Ein neues Bild vom alten Bahnhof. In: Der Wormsgau 33, 2017 (2018), S. 105–110.
- Der Bahnhof und seine Folgen. Von der Karmelitergasse zur Kaiser-Wilhelm Straße – Bürgerliches Bauen in Worms 1850–1914. In: Der Wormsgau 33, 2017 (2018), S. 127–192.
- Die dalbergischen Gärten von Herrnsheim – Nicolas de Pigage, Friedrich Ludwig Sckell und Michael Zeyher. In: Die Gartenkunst 32. 1/2020, S. 107–156.
- Worms: Eine Stadt wird grün. Von Promenaden, Plätzen und Parks. In: Der Wormsgau 39, 2020, S. 121–158.

### Herausgeberschaft
- mit Gerold Bönnen: Die Wormser Industriellenfamilie von Heyl. Öffentliches und privates Wirken zwischen Bürgertum und Adel. Wernersche Verlagsgesellschaft, Worms 2010, ISBN 978-3-88462-304-6.

### Rezensionen
nach Erscheinungszeitpunkt geordnet 
- Philippe Thébaud: Guide des 300 plus beaux jardins de France. In: Die Gartenkunst 2 (1/1990), S. 163.
- Leslie Tjon Sie Fat und Eric de Jong (Hg.): The Authentic Garden – A Symposium on Gardens. Clusius Foundation 1991. In: Die Gartenkunst 4 (1/1992), S. 159.
- „Die öde Gegend wurde zum Lustgarten umgeschaffen ...“: zur Industriearchitektur der Textilfabrik Cromford 1783–1977 = Schriften des Rheinischen Industriemuseums 5. Köln 1991. In: Die Gartenkunst 4 (1/1992), S. 160.
- Uwe Rüdenburg: Park und Schloß Rauischholzhausen. Marburg 1991. In: Die Gartenkunst 4 (1/1992), S. 160.
- Volker Hannwacker: Friedrich Ludwig von Sckell – Der Begründer des Landschaftsgartens in Deutschland. Stuttgart 1992. In: Die Gartenkunst 4 (2/1992), S. 351f.
- Penelope Hobhouse u. a. (Hg.): Gärten in Europa – Führer zu 727 Gärten und Parkanlagen. Stuttgart 1992. In: Die Gartenkunst 4 (2/1992), S. 352.